# Aoubellil
Aoubellil est une commune de la wilaya de Aïn Témouchent en Algérie.

## Géographie

### Situation
| Aghlal                           |                                | Oued Berkeche                                  |
| Aghlal                           | Aoubellil                      | Sidi Daho des Zairs (Wilaya de Sidi Bel Abbès) |
| Sidi Abdelli (Wilaya de Tlemcen) | Aïn Nehala (Wilaya de Tlemcen) | Sidi Daho des Zairs (Wilaya de Sidi Bel Abbès) |